# Kanton Laroquebrou
Kanton Laroquebrou (fr. Canton de Laroquebrou) je francouzský kanton v departementu Cantal v regionu Auvergne. Tvoří ho 14 obcí.

## Obce kantonu
- Arnac
- Ayrens
- Cros-de-Montvert
- Glénat
- Lacapelle-Viescamp
- Laroquebrou
- Montvert
- Nieudan
- Rouffiac
- Saint-Étienne-Cantalès
- Saint-Gérons
- Saint-Santin-Cantalès
- Saint-Victor
- Siran